# Fremont Hotel and Casino
Le Fremont est un hôtel-casino de Las Vegas. Il est situé dans le Downtown de Las Vegas et a donné son nom à la rue qui va du Fitzgeralds Las Vegas au Plaza Hotel & Casino. Cette rue s'appelle Fremont Street Experience. Le Fremont est à côté du Binion's Horseshoe et en face du Four Queens.
L'hôtel dispose de 5 restaurants (Paradise Buffet, Second Street Grill, Tony Roma's Ribs, Paradise Cafe, et le Lanai Express). L'hôtel contient 447 chambres et la salle du casino offre une surface de jeu de 2 972 m2.

## Histoire
L'hôtel Fremont est situé au 200 Fremont Street. Il a été conçu par l'architecte Wayne McAllister et a ouvert le 18 mai 1956 en tant que le plus haut bâtiment de l'État du Nevada. À son ouverture, il comptait 155 chambres, coûtait 6 millions de dollars à ouvrir et était la propriété d'Ed Levinson et de Lou Lurie. En 1963, l'hôtel a été agrandi pour inclure la tour Ogden de 14 étages et l'un des premiers parkings à étages de la ville.
En 1974, la Argent Corporation d'Allen Glick a acheté le Fremont et en 1976, le casino a été agrandi pour un coût de 4 millions de dollars. En 1983, Sam Boyd a acheté le Fremont pour l'ajouter à ses propriétés du groupe Boyd Gaming.
L'hôtel et casino Fremont est l'un des casinos et hôtels actuellement situés dans le centre-ville de Las Vegas, faisant partie de l'Fremont Street Experience. Le casino est situé sur ce qu'on appelle communément les quatre coins. Ce sont les quatre principaux hôtels qui se trouvent à l'angle de Casino Center Boulevard et de Fremont Street. Les quatre casinos qui composent les quatre coins sont le Fremont, le Four Queens, le Golden Nugget et Binion's Gambling Hall and Hotel. Casino Center Boulevard est la seule rue traversante qui passe sous la canopée de l'expérience Fremont Street. Elle passe entre le Fremont et le Four Queens situés d'un côté de la rue, et le Golden Nugget et Binions situés de l'autre côté de la rue.
En 1959, Wayne Newton a commencé sa carrière à Las Vegas au Fremont, dans son Carnival Lounge.